# Ektogeneza
Ektogeneza – technika umożliwiająca rozwój ludzkich embrionów poza organizmem kobiety (in vitro) od zapłodnienia do narodzin.
Autorem tego terminu jest genetyk John B.S. Haldane.